# Gyroweisia monterreia
Gyroweisia monterreia är en bladmossart som beskrevs av Robert Zander och F. J. Hermann 1986 [1987. Gyroweisia monterreia ingår i släktet Gyroweisia och familjen Pottiaceae. Inga underarter finns listade i Catalogue of Life.